# یحیی قراگوزلو
میرزا یحیی‌خان قراگوزلو ملقب به اعتمادالدوله (حدود ۱۲۷۰ - ۹ خرداد ۱۳۱۶ خورشیدی) وزیر معارف دوران رضاشاه پهلوی بود.
یحیی خان فرزند سرتیپ‌ علی‌قلی خان بهاءالملک مالک روستای آبشینه همدان بود. دایی‌اش میرزا ابوالقاسم خان ناصرآلملک قراگوزلو نایب‌السلطنه احمدشاه قاجار و برادر بزرگترش علیرضا خان بهاءالملک نماینده همدان در دوره چهارم مجلس شورای ملی بود.
اعتماد‌الدوله در ۲۳ دی ۱۳۰۶ وزیر معارف شد. برنامه اعزام سالی یکصد دانشجو به اروپا را اعتمادالدوله پیشنهاد داد و به مرحله عمل رساند که از خدمات مهم به پیشرفت کشور بود. او در اول خرداد ۱۳۰۷ قانونی به تصویب مجلس شورای ملی رساند که دولت را مکلف می‌کرد به مدت شش سال، سالیانه صد دانشجو را با از طریق مسابقه انتخاب و برای تحصیل به خارج بفرستد و پس از بازگشت آنها، استخدامشان کند. در این قانون برای سال او اعزام، یکصد هزار تومان بودجه تصویب شد که میزان آن هر ساله با افزایش شمار دانشجویان، یکصد هزار تومان افزایش می‌یافت. 
کنار رفتن یحیی قراگوزلو از وزارت معارف در تیر ۱۳۱۲ با اعزام آخرین گروه محصلان به اروپا و پایان برنامه اعزام محصل همزمان شد. مهدی‌قلی هدایت، نخست وزیر درباره دلیل کنار رفتن او از وزارت خطاب به نمایندگان مجلس شورای ملی گفت: «آقاى یحیى‌خان خیلى مزاجش کسل شده بود و تفقداً او را اعلیحضرت معاف کردند از زحمت خدمت که مشغول معالجه شود». 
کتاب امثال و حکم دهخدا به رهنمود و همت اعتمادالدوله تألیف و چاپ شد. باغ و درمانگاه اعتمادیه همدان نیز یادگار اوست. اعتمادالدوله بر اثر عارضه قلبی از دنیا رفت. از او فرزندی بر جای نماند. 